# Page-99-Test

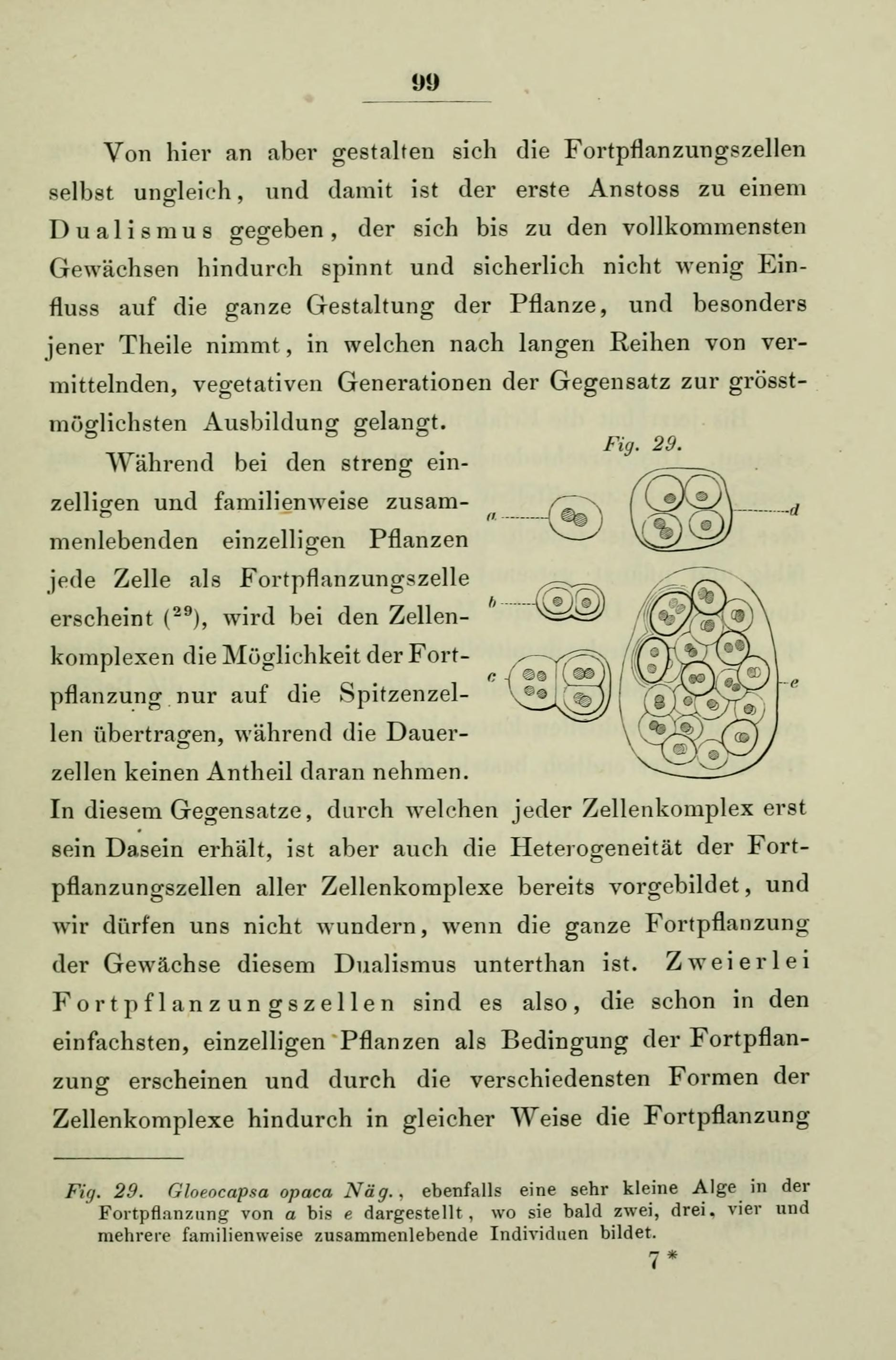
Seite 99 eines Buchs

Der Page-99-Test ist eine Methode zur Bewertung von Literatur. Dabei wird ein beliebiges Buch auf Seite 99 aufgeschlagen und in einem Text beurteilt. Obwohl die Textgattung von Literaturkritikern verwendet wird, handelt es sich nicht um eine Rezension.

## Geschichte
Die Methode geht auf einen Satz des amerikanischen Schriftstellers William Gass zurück:

“Open the book to page ninety-nine and read, and the quality of the whole will be revealed to you.”

„Öffnen Sie das Buch auf Seite 99 und lesen Sie, und die Qualität des Ganzen wird sich Ihnen offenbaren.“

Gass verwendet den Satz 1991 in seiner Essaysammlung Fifty Literary Pillars, die 2006 im Buch A Temple of Texts erschien. Er schreibt die Erfindung der Lesetechnik dem britischen Literaturkritiker Ford Madox Ford zu und merkt an, auch der Schriftsteller Wyndham Lewis habe Anspruch auf die Urheberschaft erhoben. Weder in Fords noch in Lewis’ Schriften findet sich eine solche Passage. Obwohl Gass’ Buch in der amerikanischen Literaturkritik 2006 breit besprochen wurde, findet sich eine Erwähnung des Tests lediglich in einer Rezension im Washington Examiner. Die Rezensentin kritisierte, dass der Test nur für effekthascherische Texte funktioniere. Nicht ohne Grund fehlten in Gass’ Kanon Autoren wie Jane Austen, George Eliot, Thackeray, Hardy, Dostojewski oder Turgenjew, die den Test nicht bestanden hätten. Seit dem Start des englischsprachigen Blogs Page 99 test 2007 wird die Methode Ford zugeschrieben. Blog-Gründer Marshal Zeringue wies 2014 darauf hin, dass die Quelle nicht belegt sei.

## Page-69-Test
Bevor Zeringue im März 2007 das Blog Page 99 test begann, hatte er in einem Blogbeitrag 2006 den Page 69 test beschrieben und im Februar 2007 das gleichnamige Blog begonnen. Im März 2007 startete er daraufhin das Blog Page 99 test. Der "Page 69 test" wird dem kanadischen Medientheoretiker Marshall McLuhan zugeschrieben. 1989 hatte Philip Marchand in seiner Biographie The Medium and the Messenger dessen Lesemethode eines Seite-69-Tests beschrieben:

“To determine whether a book was worth reading, he usually looked at page 69 of the work, plus the adjacent page and the table of contents. If the author gave no promise of insight or worthwhile information on page 69, McLuhan reasoned, the book was probably not worth reading. If he decided the book did merit his attention, he started by reading only the left hand pages.”

In McLuhans Schriften findet sich keine Beschreibung des Tests. Marchand erklärt die Technik mit McLuhans Interesse für Schnelllesen. 1967 besuchte er einen Kurs des „Evelyn Wood Reading Dynamics“-Programms.

## Verbreitung in Deutschland
In Deutschland benutzt die Methode das 2016 gegründete Online-Literaturmagazin tell mit dem Hinweis, der Test ersetze keine Rezension. Unter anderem verfassen die Kritikerin Sieglinde Geisel und der Übersetzer Frank Heibert Artikel nach der Methode und erproben sie an Werken von Autoren wie Peter Handke, Christian Kracht und Michel Houellebecq. Auch der Urheber des Tests, William Gass, ist mit einem Roman vertreten. Dabei wird über Möglichkeiten und Grenzen des Tests debattiert.